# 온보딩

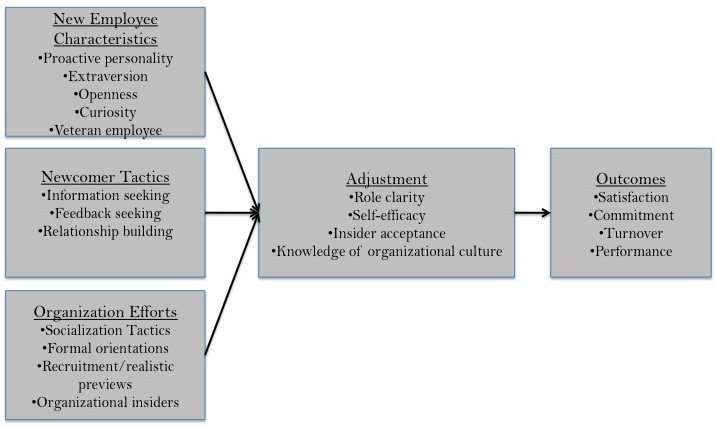
온보딩 모델(Bauer & Erdogan 채택, 2011년)

온보딩(onboarding) 또는 조직 사회화(organizational socialization)는 신입 직원이 효과적인 조직 구성원 및 내부자가 되기 위해 필요한 지식, 기술 및 행동을 습득하는 메커니즘을 가리키는 미국 용어이다. 표준 영어에서는 이를 "induction"(인덕션)이라고 한다. 미국에서는 직원의 최대 25%가 온보딩 프로세스에 참여하는 조직의 신규 직원이다.
이 프로세스에서 사용되는 전술에는 직원이 참여하는 조직의 운영과 문화를 개략적으로 설명하는 공식 회의, 강의, 비디오, 인쇄물 또는 컴퓨터 기반 오리엔테이션이 포함된다. 이 과정은 세계의 다른 지역에서는 'induction' 또는 training(훈련)으로 알려져 있다.
연구에 따르면 온보딩 프로세스는 직원 유지를 강화하고 생산성을 향상하며 긍정적인 조직 문화를 육성하는 데 중요하다. 온보딩과 같은 사회화 기술은 신입사원에게 긍정적인 결과를 가져온다. 여기에는 더 높은 직업 만족도, 더 나은 직업 성과, 더 큰 조직적 헌신, 직업적 스트레스 및 퇴직 의도 감소 등이 포함된다.
"온보딩"이라는 용어는 1970년대에 만들어진 경영학 특수용어이다.

## 같이 보기
- 고용
- 산업심리학
- 직무 만족
- 멘토링
- 조직 문화
- 채용
- 사회화